# 사가미촌
사가미촌(相模村)은 야마가타현 히가시무라야마군에 설치되었던 촌이다.